# Freixedas
Freixedas es una freguesia portuguesa del concelho (municipio) de Pinhel, Dristrito de Guarda,en la zona de Beira Interior Norte y Comunidad Intermunicipal de Beiras e Serra da Estrela con 36,94 km² y 1.066 habitantes (2001). Su densidad de población es de 28,9 hab/km². 
Está ubicada a cerca de 12 km de la ciudad de Pinhel, y cerca de 22 de la ciudad de Guarda. 
Aldeas de la freguesia (parroquia) de Freixedas:  Freixedas, Espedrada, Joao Durao, Moinhos de Aveia y Prados. 
Monumentos principales:
Los monumentos más destacables son la Iglesia Matriz (parroquial) y el Santuario de Nossa Senhora de Fátima.